# Andlersdorf
Andlersdorf è un comune austriaco di 130 abitanti nel distretto di Gänserndorf, in Bassa Austria.